# Chaouki Dries
Chaouki Dries (ur. 16 stycznia 1981 w Annabie) – algierski wioślarz, reprezentant Algierii w wioślarskiej jedynce podczas Letnich Igrzysk Olimpijskich w Pekinie.

## Osiągnięcia
- Mistrzostwa Świata – Eton 2006 – dwójka podwójna wagi lekkiej – 24. miejsce[1].
- Igrzyska Olimpijskie – Pekin 2008 – jedynka – 29. miejsce[1][2].